# Vävnad
Vävnad är en samling celler i en organism som tillsammans med extracellulära komponenter är avsedda för en eller flera specifika funktioner. Studier av vävnader kallas histologi (av klassisk grekiska ιστός, "väv") medan studier om sjukdomar på vävnadsnivå benämnshistopatologi. Det klassiska sättet att studera vävnader har varit med vävnadssnitt inbäddade i vax som studeras i ljusmikroskop. Under 1900-talets sista årtionden har metoder som kryosnitt, där man snittar frysta vävnader extremt tunt, elektronmikroskop i mykoplasma och immunokemiska metoder gjort att kunskapen inom området vuxit väsentligt. Klassisk histopatologi är dock fortfarande en viktig metod för att diagnostisera exempelvis cancer. 
I människans och andra däggdjurs kroppar finns det klassiskt fyra, ibland fem om flytande vävnad ses som en egen grupp, grundläggande typer av vävnad, som bygger upp alla kroppens organ och vävnader:
- Epitelvävnad (epitel) – Vävnad bestående av ett eller flera lager epitelceller vilandes på ett basalmembran. Epitel täcker kroppsytor, linjerar kroppskaviteter och kanaler samt bildar körtlar och sinnesorganens receptorer. Epitel är viktigt för bland annat utsöndring, absorption, mekaniskt skydd, mukociliär transport, receptorfunktion, med mera.[1]
- Bindvävnad (bindväv)  – Vävnad som stödjer resterande vävnader strukturellt och funktionellt. Kan delas in i embryonal bindvävnad (mesenkym och gelatinös bindvävnad), proper bindvävnad (lucker respektive tät bindvävnad) samt specialiserad bindvävnad (brosk, ben, fett, blod, lymfa, med mera). Notera att vissa författare i stället benämner bindvävnad som stödjevävnad. Notera även att vissa särskiljer flytande vävnad (blod och lymfa) från bindvävnad. [1]
- Muskelvävnad – Vävnad som består av muskelceller som innehåller filament som kan dra ihop sig, röra sig i förhållande till varandra och förändra cellens form.[2]
- Nervvävnad – Vävnad som bygger upp hjärnan, ryggmärgen och det perifera nervsystemet.[2]
- Flytande vävnad – Vävnad i blod- och lymfkärl som ombesörjer transporten mellan kroppsdelarna och bidrar till immunförsvaret.[2] Ses oftast som en undergrupp till bindvävnad.

## Lambå

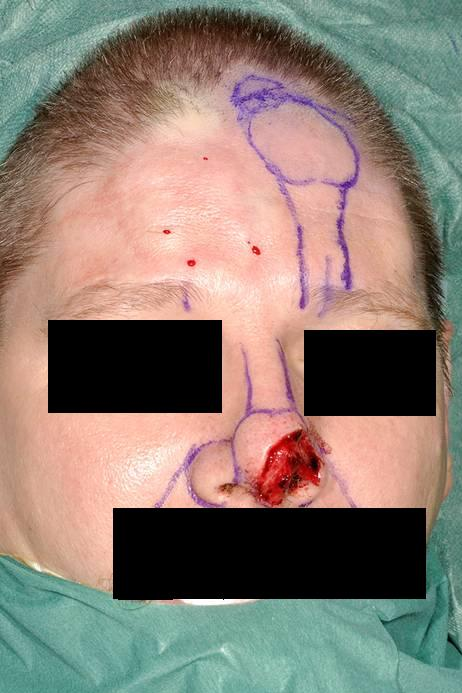
Lambåkirurgi förbereds.

Lambå betecknar i medicinsk terminologi en flik av hud, muskel, slemhinna eller benhinna som vid operation används för att täcka näraliggande vävnadsförlust. Vid transplantation av vävnaden, det vill säga vid förflyttning från en plats på kroppen och även då så icke sker till en annan plats på kroppen måste nödvändiga blodkärl och nerver anslutas till den nya platsen under mikroskop, så kallad lambåkirurgi. Det betecknas också med epitetet mikrokirurgi.